# Matucania mellisquama
Matucania mellisquama är en tvåvingeart som beskrevs av Townsend 1919. Matucania mellisquama ingår i släktet Matucania och familjen parasitflugor.
Artens utbredningsområde är Peru. Inga underarter finns listade i Catalogue of Life.